# San Martín, San Miguel de Allende
San Martín är en ort i Mexiko.   Den ligger i kommunen San Miguel de Allende och delstaten Guanajuato, i den centrala delen av landet, 220 km nordväst om huvudstaden Mexico City. San Martín ligger 2 094 meter över havet och antalet invånare är 112.
Terrängen runt San Martín är kuperad söderut, men norrut är den platt. Runt San Martín är det tätbefolkat, med 343 invånare per kvadratkilometer. Närmaste större samhälle är San Miguel de Allende, 14,5 km nordväst om San Martín. Trakten runt San Martín består till största delen av jordbruksmark.